# Moon Dae-sung
Moon Dae-sung, född 3 september 1976 i Incheon, är en sydkoreansk taekwondoutövare.
Moon har en examen från Dong-A University i Busan. Han är medlem i teamet Samsung Corporation.
Han tog OS-guld i tungviktsklassen i samband med de olympiska taekwondo-turneringarna 2004 i Aten, då han slog greken Alexandros Nikolaidis i finalen.